# Forte rosso
Il Forte di Delhi (noto anche come Lal Qil'ah, Lal Qila e in inglese Red Fort, "Forte Rosso") è un patrimonio dell'umanità dell'UNESCO situato a Delhi, India.

## Storia
Il Forte Rosso e la città di Shahjahanabad vennero costruiti dall'imperatore Shah Jahan nel 1639. L'aspetto del Forte Rosso venne modificato per integrarlo con il Forte di Salimgarh. Il palazzo fortezza è un'importante attrazione della città medievale di Shahjahanabad. La pianta e l'estetica del Forte rappresentano lo zenith della creatività Mogol che prevalse durante il regno di Shahjahan. Vennero aggiunte in seguito molte parti. Le più importanti fasi di sviluppo avvennero durante il regno di Aurangzeb e dei successivi. Importanti modifiche fisiche vennero fatte in seguito alla Prima Guerra d'Indipendenza durante la colonizzazione britannica del 1857. Dopo aver ottenuto l'indipendenza al sito vennero fatti alcuni cambiamenti in termini di aggiunte/modifiche alle strutture. Durante il periodo britannico il Forte venne usato soprattutto come casa cantoniera, ed anche dopo la conquista dell'indipendenza buona parte del Forte rimase sotto il controllo dell'esercito fino al 2003.
Il Forte Rosso fu il palazzo di Gran Mogol Shah Jahan nella nuova capitale, Shahjahanabad, settima città musulmana nell'area di Delhi. Spostò la capitale da Agra nel tentativo di aumentare il prestigio del proprio regno, e per fornire maggiori opportunità al suo ambizioso piano edilizio.
Il forte si trova lungo il fiume Yamuna che scorre nei fossati che circondano le mura. Le mura a nord-est confinano con un forte più antico, il forte di Salimgarh, una fortezza difensiva costruita da Islam Shah Suri nel 1546. La costruzione del Forte Rosso iniziò nel 1638 e venne completata nel 1648. Si crede che l'antica città di Lal Kot sia stata catturata da Shah Jahan visto che Lal Kot significa letteralmente Forte (Kot) Rosso (Lal). Lal Kot era la capitale di Prithviraj III alla fine del XII secolo.

## Misure
Il Forte Rosso si trova all'estremità orientale di Shahjahanabad, e prende il nome dall'arenaria usata in modo massiccio per la costruzione delle sue mura. Il muro è lungo 2,5 km, ed ha un'altezza variabile tra i 16 metri sul lato del fiume ai 33 metri dalla parte della città. Le misurazioni mostrarono che il progetto venne steso usando una griglia quadrata di 82 metri.
Il Forte Rosso venne concepito come un blocco unico, e le successive modifiche non hanno cambiato lo schema in modo deciso. Nel XVIII secolo i saccheggiatori danneggiarono alcune sezioni del palazzo. Dopo i moti indiani del 1857, quando il Forte venne usato come quartier generale, il British Army occupò e distrusse i quattro quinti dei padiglioni e dei giardini. Un programma di restauro per le parti sopravvissute iniziò nel 1903.

## Progetto architettonico

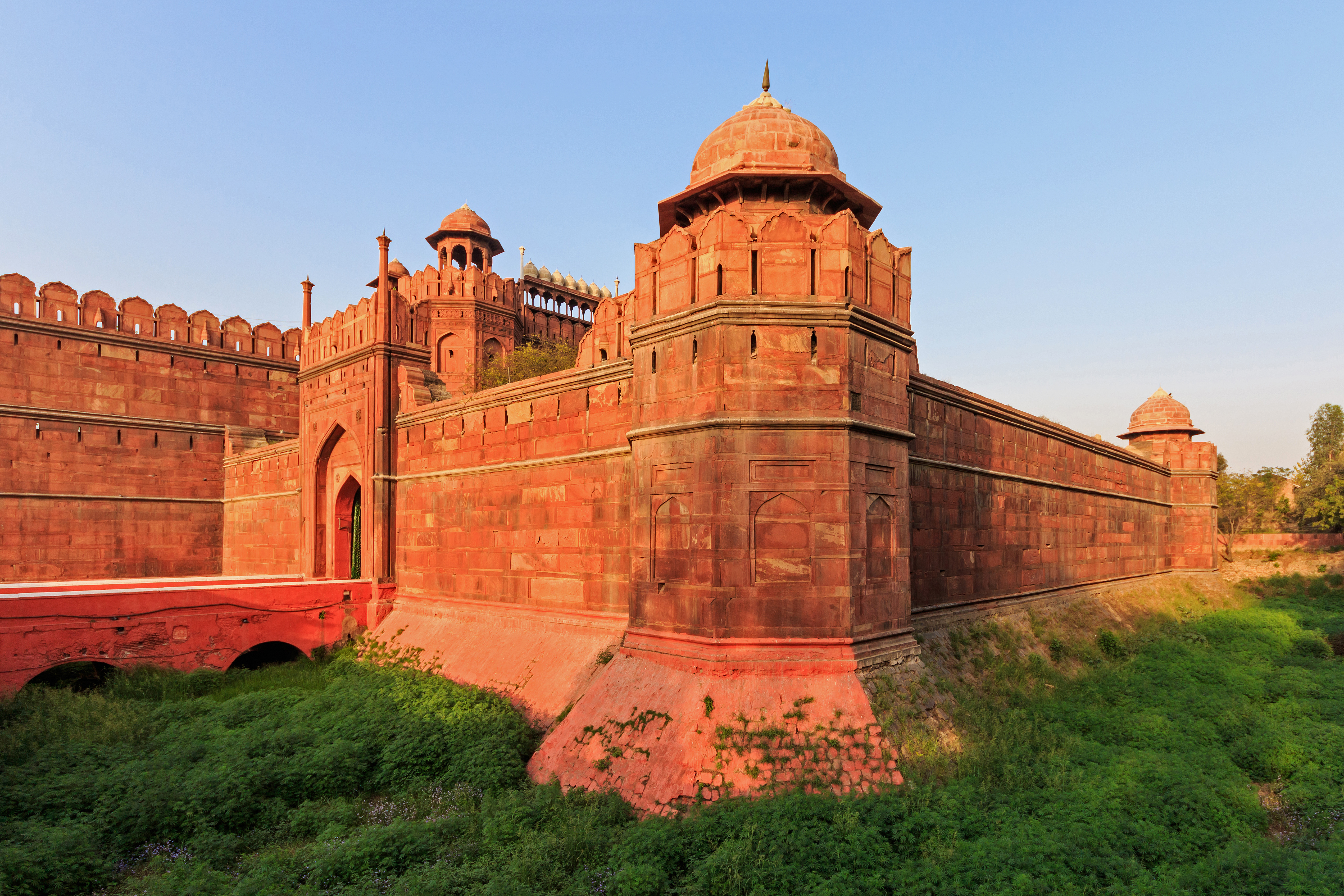
Vista dall'esterno delle mura

Il Forte Rosso mostra l'alto livello raggiunto dall'arte di quel periodo. Le opere all'interno del Forte sono una sintesi di arte Persiana, Europea e Indiana che portò allo sviluppo dello stile Shahjahani particolarmente ricco per forme, espressioni e colori. Il Forte è uno dei complessi importanti dell'India e racchiude una grande fetta di storia indiana e della sua arte. È un simbolo di potere e di brillantezza architetturale. Anche prima di essere dichiarato sito di importanza nazionale, nel 1913, vennero svolti lavori per la conservazione del sito.
Le mura sono leggermente ornate, articolate da fasce nella sezione superiore. Si aprono in due principali porte, quella di Delhi e quella di Lahore. Quella di Lahore è l'entrata principale; porta ad una lunga strada coperta che conteneva il bazar, la Chatta Chowk, le cui mura sono allineate e munite di bancarelle per i negozi. La Chatta Chowk porta ad un grande spazio aperto dove incrocia una grande arteria sulla direttrice nord-sud che rappresentava l'originale divisione tra edifici militari, ad ovest, ed i palazzi, ad est. All'estremità meridionale di questa strada si trova la porta di Delhi.

### Naqqar Khana

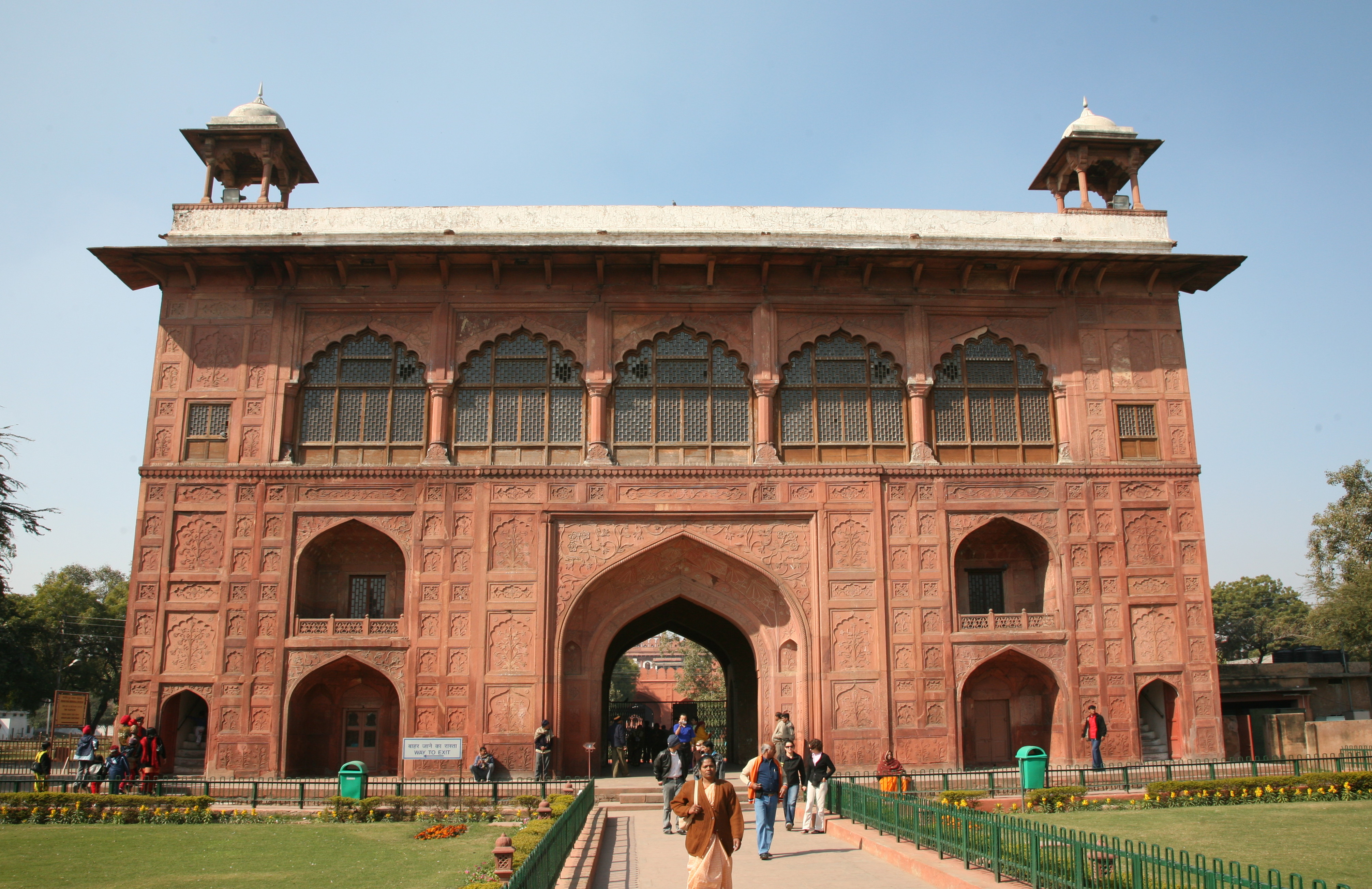
Naqqar Khana

Sull'asse tra la porta di Lahore e la Chatta Chowk, sul lato orientale della piazza, si trova Naqqar Khana ("casa dei tamburi"), la porta principale del palazzo che prende il nome dalla galleria musicale che si trova al piano superiore.

### Diwan-i-Am

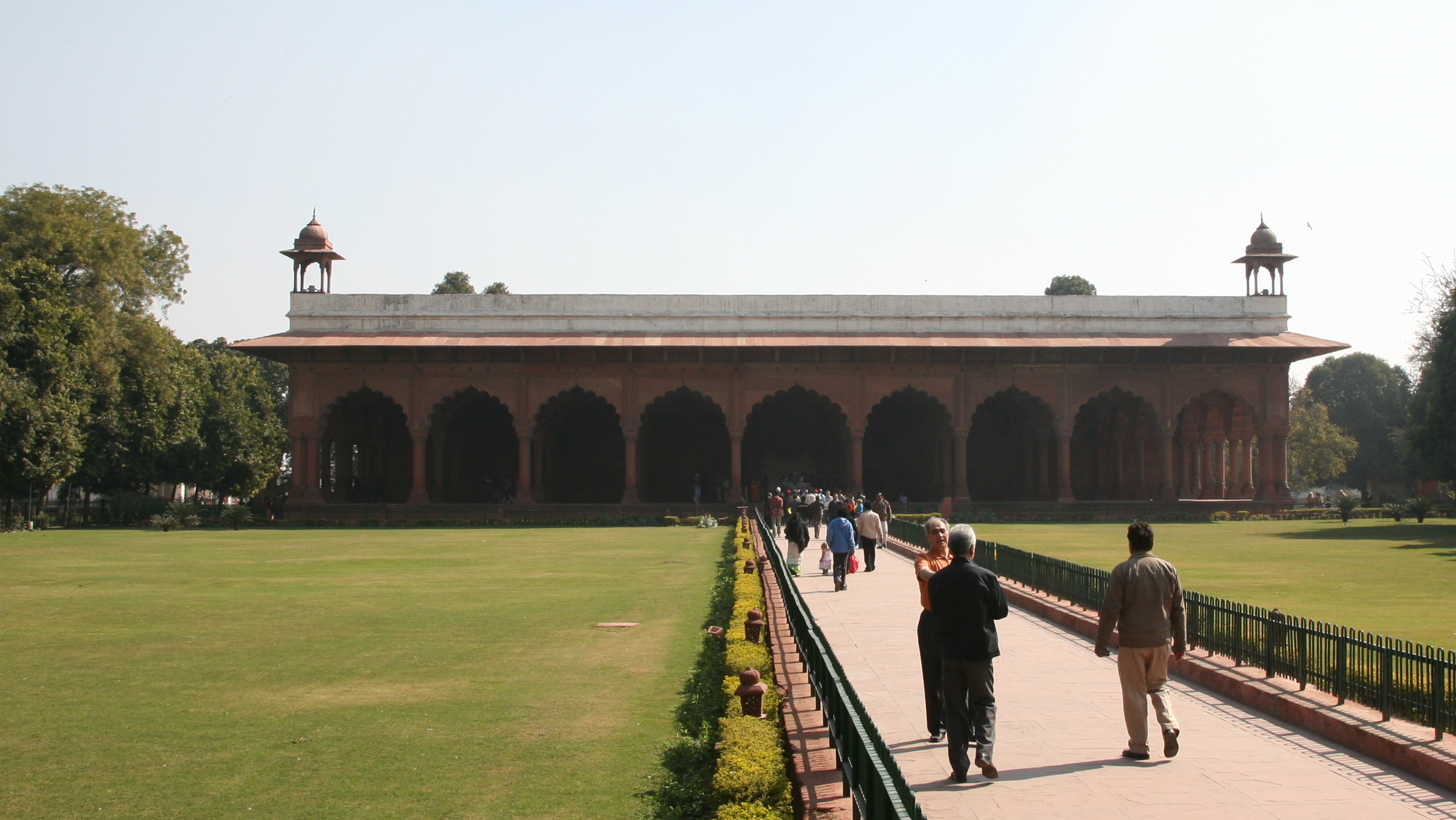
Diwan-i-Am

Oltre questa porta se ne trova un'altra sala più ampia, che originariamente serviva come corte del Diwan-i-Am, il grande padiglione delle udienze imperiali. Un trono a baldacchino decorato per l'imperatore si trova al centro del muro orientale del Diwan, concepito quale copia del trono di Re Salomone.

### Nahr-i-Behisht
Gli appartamenti privati imperiali si trovano dietro il trono. Consistono in una fila di padiglioni che poggiano su una piattaforma rialzata lungo il lato orientale del Forte, affacciati sul fiume Yamuna. I padiglioni sono connessi a canali d'acqua, noti come Nahr-i-Behisht, o "Canali del Paradiso", che corrono al centro di ogni padiglione. L'acqua è prelevata dal fiume Yamuna, da una torre, la Shah Burj, nell'angolo nord-orientale del forte. Il palazzo è progettato come imitazione del paradiso come descritto dal Corano; un distico inciso ripetutamente nel palazzo recita: "Se c'è un paradiso in terra, è qui". I progetti del palazzo si basano su prototipi islamici, ma ogni padiglione mostra nei suoi elementi architetturali influenze Hindu tipiche delle costruzioni dei Gran Mogol. Il complesso del palazzo di Forte Rosso è considerato tra i migliori esemplari di stile Mogol del periodo di Shah Jahani.

### Zenana
I due padiglioni più meridionali del palazzo sono gli zenana, o quartieri delle donne: il Mumtaz Mahal (ora trasformato in museo), ed il più grande, il Rang Mahal, rinomato per il soffitto decorato e dorato e per la piscina in marmo, riempita dai Nahr-i-Behisht.

### Khas Mahal

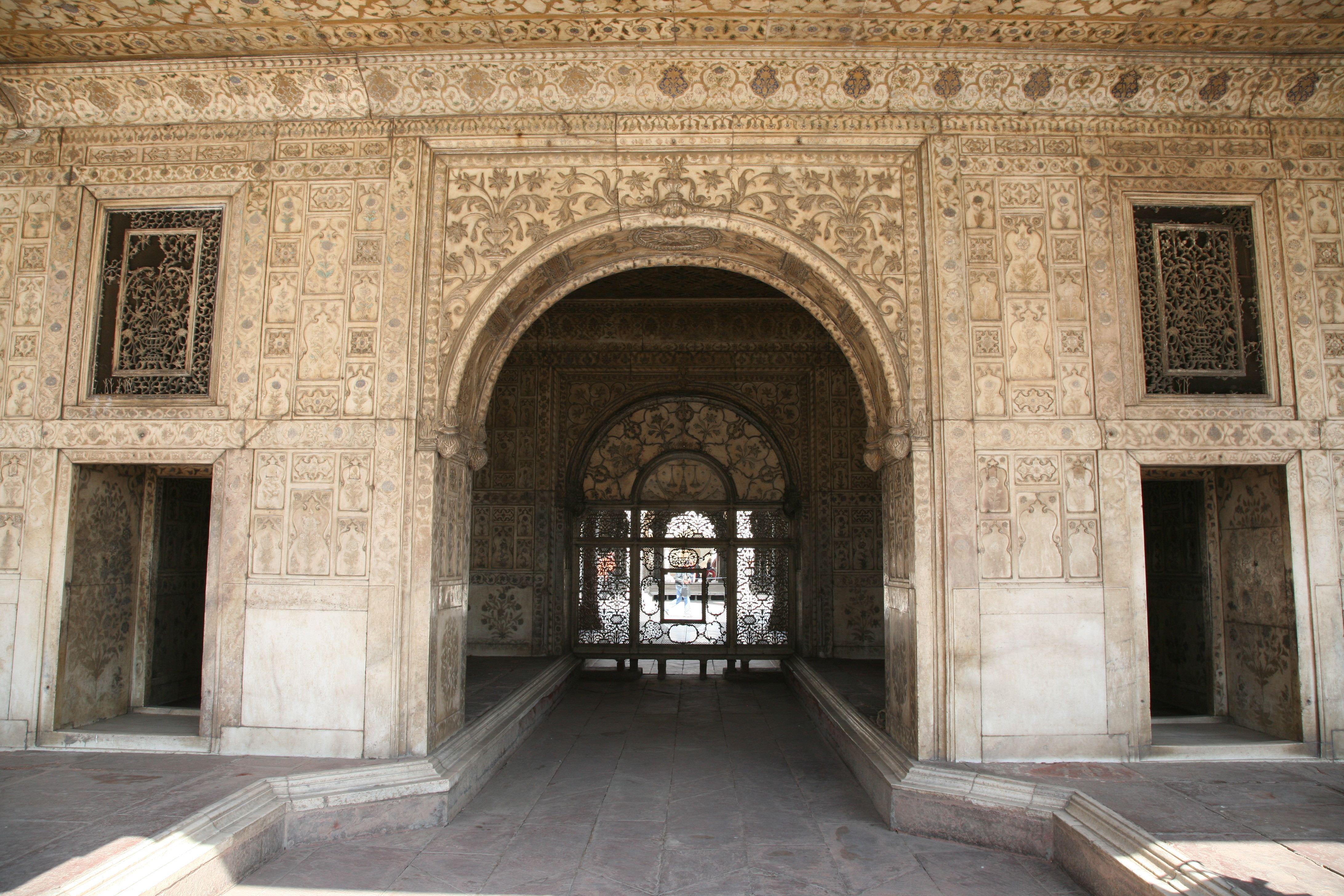
Khas Mahal

Il terzo padiglione contando da sud, il Khas Mahal, contiene le camere imperiali. Queste sale comprendono le stanze da letto, le camere per la preghiera, una veranda ed il Mussaman Burj, una torre costruita sui muri della fortezza, da cui l'imperatore poteva mostrarsi a tutto il popolo durante i riti quotidiani.

### Diwan-i-Khas

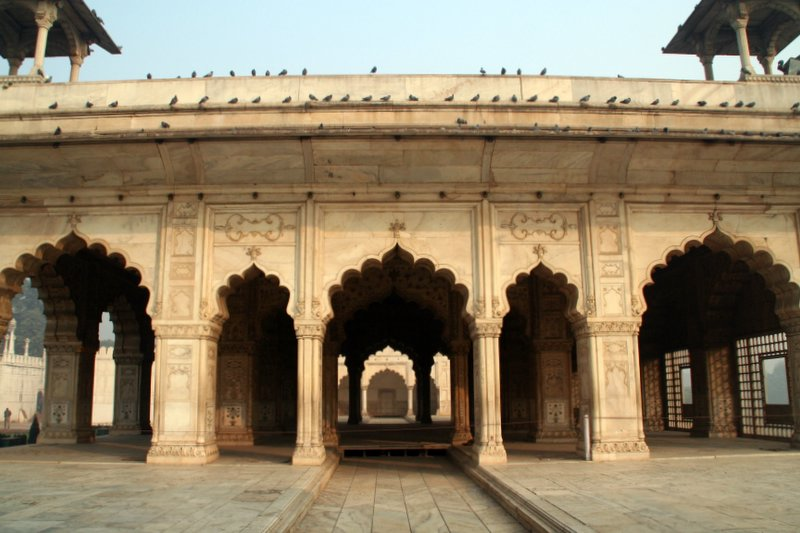
Il Diwan-i-Khas, o Sala delle Udienze Private

Il successivo padiglione è il Diwan-i-Khas, una sala delle udienze riccamente decorata, usata per riunioni ministeriali. Questo padiglione è il più bello esteticamente, ed è ornato con motivi floreali sulle colonne. Un soffitto in legno dipinto ha sostituito quello originale, fatto in argento e rifinito in oro.
Il padiglione successivo contiene l'hammam, i bagni, in stile turco, con ornamenti Mogol in marmo e pietre colorate.

### Moti Masjid

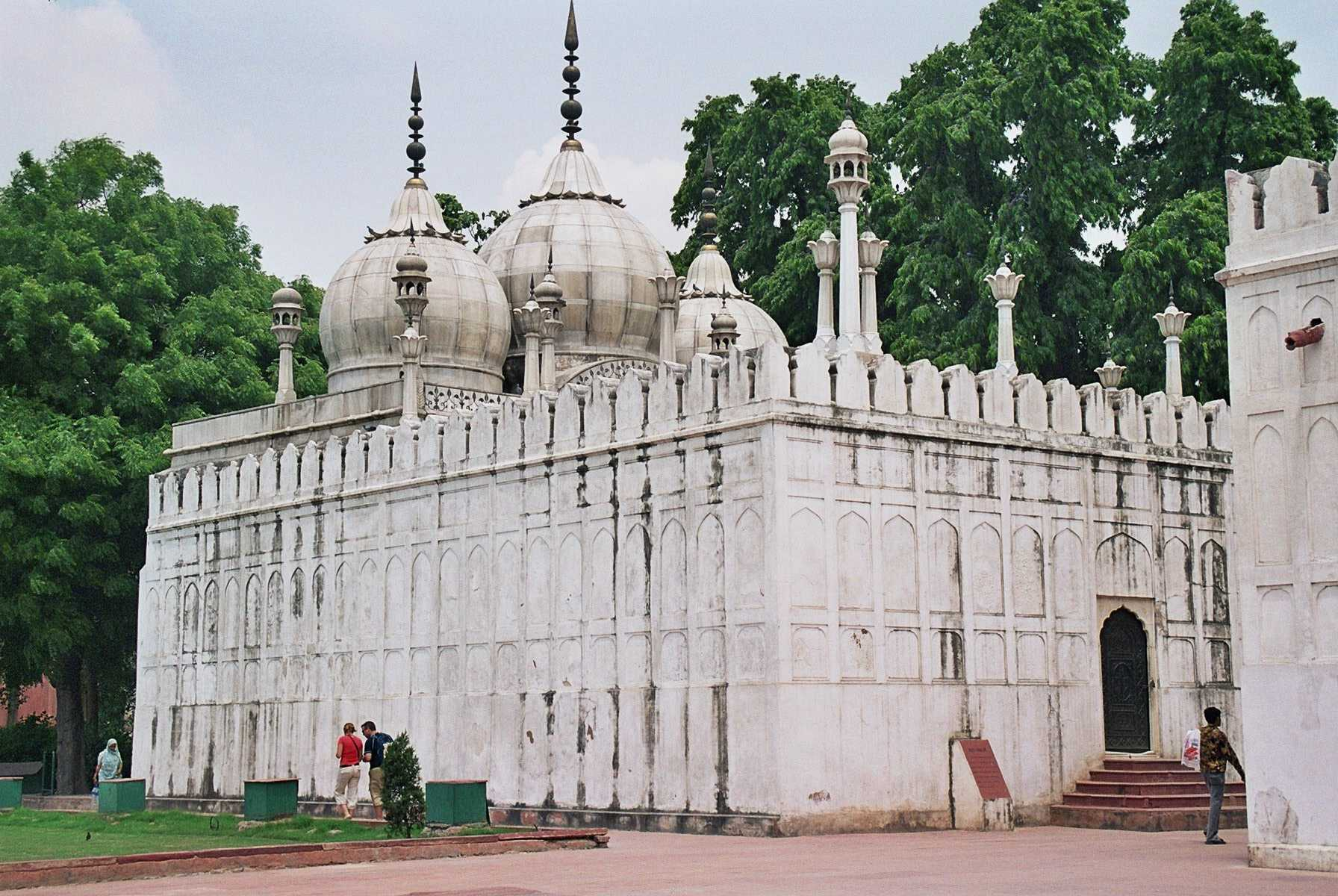
Moti Masjid

Ad est dell'hammam si trova il Moti Masjid, la Moschea delle Perle. Fu un'aggiunta fatta in seguito, nel 1659, come moschea privata di Aurangzeb, successore di Shah Jahan. Si tratta di una piccola moschea a tre cupole in marmo bianco, con una scaletta a tre archi che porta al cortile.

### Hayat Bakhsh Bagh
A nord si trova un grande giardino, il Hayat Bakhsh Bagh, o "Giardino Apportatore di Vita", tagliato da due canali d'acqua. Alle estremità della direttrice nord-sud si trovano due padiglioni mentre un terzo, costruito nel 1842 dall'ultimo imperatore Bahadur Shah Zafar, si trova al centro della piscina in cui i due canali si incontrano.

## Situazione attuale
Il Forte Rosso è una delle destinazioni turistiche più popolari della Vecchia Delhi, ed attrae milioni di visitatori ogni anno. Il forte è anche il luogo da cui il Primo ministro parla alla nazione il 15 agosto, giorno in cui l'India conquistò l'indipendenza dagli inglesi. È anche il più grande monumento della Vecchia Delhi.
In passato più di 3.000 persone vivevano all'interno del forte. In seguito ai moti indiani del 1857 il forte venne catturato dai britannici ed il palazzo distrutto. Divenne quartier generale del British Indian Army. Fu qui che nel novembre 1945 si tenne la corte marziale dei tre ufficiali dell'Indian National Army. Dopo la conquista dell'indipendenza nel 1947, l'esercito indiano prese il controllo del forte. Nel dicembre 2003 l'esercito indiano mise a disposizione il forte per le autorità turistiche indiane. Il forte presente nella capitale indiana mostra quanto lo stile edilizio indiano settentrionale si sia differenziato da quello meridionale. Nel sud i forti erano costruiti sul mare, come quello di Bekal a Kerala
Il Forte fu il luogo in cui nel dicembre 2000 l'attacco del gruppo terroristico Lashkar-e Taiba uccise due soldati ed un civile in quello che venne descritto dai media come un tentativo di far crollare la trattativa di pace tra India e Pakistan per il Kashmir. La sentenza dell'Alta Corte di Delhi sentenziò per un militante di Lashkar-e-Toiba, Mohd Arif, la condanna a morte. Altri sei attentatori, tra cui la moglie di Mohd Arif, sono stati assolti dall'Alta Corte.
La condanna a morte contro Mohd Arif venne eseguita il 13 settembre 2007.